# مدل‌سازی مخزن
مدل‌سازی مخزن (انگلیسی: Reservoir modeling) در صنایع نفت و گاز، به ساخت مدل استاتیک مخازن نفتی به وسیلهٔ شبیه‌سازی کامپیوتری اطلاق می‌گردد. مدل‌سازی مخازن یکی از شاخه‌های مهم پژوهشی برای توسعه و مدیریت مخازن نفتی می‌باشد. در این بخش از تکنولوژی‌های جدید در اکتشاف حوضه‌های منابع هیدروکربوری و ارزیابی آن حوضه‌ها (با روش‌های مختلف لرزه‌ای، پتروفیزیک و زمین‌شناسی) بهره برده می‌شود، سپس با این داده‌ها، مدل استاتیک مخازن ساخته می‌شود. از این مدل در شبیه‌سازی جریان، ارزیابی عملکرد مخزن، تعیین مکان چاه‌های جدید جهت حفاری، تخمین ذخیره درجای نفت خام، روش برداشت بهینه از مخزن و تطبیق تاریخچه تولید استفاده می‌شود.
مدل‌سازی مخزن مدلی جامع است، که حاصل ادغام علوم مهندسی و زمین‌شناسی می‌باشد. مدل جامع مخزن نیاز به دانش زمین‌شناسی، خصوصیات سنگ و سیال، جریان سیالات، مکانیزم برداشت، حفاری و تکمیل چاه دارد. در مدل زمین‌شناسی از داده‌های مغزه، چاه پیمایی، لرزه‌نگاری، اطلاعات کانی‌شناسی، شناخت محیط رسوب‌گذاری، هم‌چنین فرآیندهای بعد از رسوب‌گذاری، استفاده می‌شود.
در گذشته تنها برای مخازن بزرگ شبیه‌سازی و مطالعات مخزن انجام می‌شد و مخازن کوچک، باتوجه به وقت‌گیر بودن مطالعات و شبیه‌سازی مخزن و همچنین هزینه بالای آن، تحت شبیه‌سازی قرار نمی‌گرفتند، اما امروزه مخازن کوچک نیز توسط شبیه‌سازهای کوچک، شبیه‌سازی و مدیریت می‌شوند.